# 프리토스
프리토스(Fritos)는 1932년 찰스 엘머 둘린이 만들고 1961년부터 펩시코의 프리토레이 부서에서 생산하는 미국의 콘칩 브랜드이다. 프리토스는 옥수수 가루로 만들어지고 닉스타말화 공정(마사로 알려짐)을 사용하는 유사한 토르티야 칩과는 달리, 압출된 통옥수수 가루를 튀겨서 만든다. 레이즈와 함께 프리토레이를 대표하는 두 브랜드 중 하나이다. 프리토스 브랜드는 치즈 소스와 콩 딥 라인에서도 찾아볼 수 있다.

## 기원
Frito는 이탈리아어, 스페인어, 포르투갈어로 "튀긴"을 의미한다.
텍사스 주립 역사 협회에서 발행한 텍사스 핸드북에 따르면 다음과 같다.
프리토 컴퍼니는 1932년 대공황의 절정기에 탄생했다. 찰스 엘머 (C. E.) 둘린 (1903–1959)의 가족은 샌안토니오에 하이랜드 파크 제과점을 소유하고 있었고, 당시 스물여덟 살이던 둘린은 그들의 제품 목록에 짠 과자를 추가하고 싶었다. 그는 샌안토니오 익스프레스의 광고에 응답했다. 구스타보 올귄이 게재한 그 광고는 튀긴 콘칩의 원본 레시피와 개조된 감자 리서, 그리고 19개의 소매 거래처를 판매한다고 나열되어 있었다. 둘린은 이 작은 사업을 100달러에 사들였고, 아버지 찰스 버나드 둘린, 어머니 데이지 딘 스테픈슨 둘린, 형 얼 둘린의 도움을 받아 어머니의 부엌에서 칩을 제조하기 시작했다. 이 네 명의 창업자는 첫 이사회를 구성했으며, 찰스 버나드 둘린이 초대 회장을 역임했다.
둘린 가족은 1932년부터 프리토 코퍼레이션이라는 이름으로 프리토스를 판매하기 시작했으며, 처음에는 차고에서 사업을 시작했다. 곧바로 옆집을 사들여 사업을 확장했다. 1933~34년에는 달라스와 툴사에 공장을 열었다. 1936년, 프리토스는 텍사스 백주년 기념 박람회에 전시되었고, 1938년 텍사스 주 박람회 기간 동안 '음식의 성'으로 옮겨졌다. 1947년까지 이 회사는 로스앤젤레스와 덴버에 공장을 두었으며, 미국 남동부에서 프리토스를 생산하고 판매할 수 있는 독점적인 프랜차이즈를 가진 H. W. 레이 앤 컴퍼니를 포함하여 전국적으로 라이선스 프랜차이즈를 보유했다. 사업이 확장됨에 따라 프리토 컴퍼니는 치토스(1948), 칠리, 콩 딥, 토르티야 칩, 기타 멕시코에서 영감을 받은 간식뿐만 아니라 감자칩, 볶은 땅콩, 튀긴 돼지껍데기, 기타 스낵 식품 등 다른 품목도 생산했다.
1955년까지 회사는 하와이와 베네수엘라를 포함하여 50개 이상의 생산 공장을 소유하고 있었으며, 텍사스 전역에 둘린이 제품에 사용할 옥수수와 다른 작물을 재배하는 여러 "프리토 농장"을 소유하고 있었다. 프리토 컴퍼니는 디즈니랜드에 투자한 최초의 회사 중 하나였으며, 1955년 공원 개장부터 그곳에 카사 데 프리토스 레스토랑을 운영했다. 1961년, 프리토 컴퍼니는 H. W. 레이 앤 컴퍼니와 합병하여 프리토레이가 되었다. 1965년, 프리토레이는 펩시-콜라 컴퍼니와 합병하여 세계에서 가장 큰 청량음료 및 스낵 식품 생산 업체 중 하나인 펩시코가 되었다.
스미스소니언 매거진에 따르면, C. E. 둘린은 육류나 소금을 먹지 않았고, 질병 치료를 위해 생식과 단식을 옹호하는 자연요법사인 동료 텍사스인 허버트 M. 셸턴의 추종자였다.

### 회사 마스코트
1952년부터 1967년까지 프리토 키드는 카이츠 & 헌든이 디자인한 회사의 공식 마스코트였다. 프리토 반디토는 1967년부터 1971년경까지 마스코트였으며, 인종차별적인 멕시코 반디토 이미지에 대한 불만으로 중단되었다. 그는 처음에는 카우보이 무리인 먼차 번치로 대체되었고, 그 다음에는 코미디언 W. C. 필즈를 모델로 한 W.C. 프리토스로 대체되었다.

## 같이 보기
- 프리토 파이